# Jessica Allen (Brits wielrenster)
Jessica Allen (21 augustus 1989) is een weg- en baanwielrenster uit het Verenigd Koninkrijk.
In 2007 begon Jessica Allen als junior, en won ze in Olveston een criterium. In 2008 reed ze voor het UCI-team Team Halfords Bikehut. Dat jaar werd ze derde bij de tijdrit op het Brits kampioenschap wielrennen op de weg.
In 2011 wint ze het nationaal kampioenschap baanwielrennen bij de junioren op het onderdeel puntenrace.